# Les Maux de Moe
Les Maux de Moe (France) ou Homer à boire (Québec) (Homer the Moe) est le 3e épisode de la saison 13 de la série télévisée d'animation Les Simpson.

## Synopsis
Après qu'Homer a raconté une histoire sur Bart en train de creuser un trou pour aucune raison apparente à part pour le rendre plus profond et plus gros, Moe se plaint de la monotonie de son bar. Se souvenant de son passage à l'université de C’est-ma-tournée, il décide d'y retourner pour retrouver le moral. Il a décidé de faire d'Homer le nouveau barman en son absence. Dans son université, il rencontre son ancien professeur. Ce dernier conseille à Moe de moderniser sa taverne pour ensuite se noyer dans le lac du campus. Plus tard, la taverne rénovée par Formica, le « Prince du design », se transforme en boîte de nuit chic renommée « M » avec un décor postmoderne.
Homer et ses amis Lenny, Carl et Barney n'y sont plus vraiment les bienvenus. Homer décide de transformer son garage en bar pour lui-même et ses amis. Pendant ce temps, Moe n'arrive pas à cadrer avec sa nouvelle clientèle et abandonne le bar pour retrouver Homer. En arrivant à la maison des Simpson, il se rend compte qu'Homer a un bar dans le garage, et qu'il y a même le groupe de rock R.E.M.. Confronté à Moe sur le fait que c'est illégal de tenir un bar dans une résidence privée, Homer affirme que c'est un club de chasse, l'affirmant dans un livre de droit. Moe consulte le livre et indique qu'une licence de club de chasse implique que les membres du club pratiquent la chasse. Homer décide de chasser une dinde pour le repas de Thanksgiving et Lisa dit à Homer : « Chasser ? Papa, non ! ».
Le jour suivant, Homer part à la chasse mais Lisa et Moe refusent qu'il tire sur une dinde. Après que Moe a fait enfuir la dinde à l'aide d'un appeau de cougar, Homer tire sur la cuisse de Moe croyant qu'il était un cougar. Les deux vont finalement se réconcilier puis fêtent Thanksgiving dans la taverne reconstruite avec R.E.M. et le reste des Simpson avec une « dinde » en pâte de soja apportée par le groupe.

## Production
L'épisode a été réalisé par Jen Kamerman et il s'agit du premier épisode écrit par Dana Gould. Il est diffusé pour la première fois le 18 novembre 2001 sur Fox, quatre jours avant Thanksgiving. Sa première diffusion en France a lieu le 11 septembre 2002.
Dans le commentaire audio de l'épisode, Gould affirme que, lorsque l'équipe était en train de penser comment l'épisode va commencer, George Meyer a dit « J'aime comment les enfants veulent juste creuser un trou ». L'histoire de Homer se termine par un satellite chinois en train d'espionner Bart. Il s'agissait d'une tentative de Gould d'écrire une blague bizarre dans le style d'un des scénaristes de l'émission, John Swartzwelder.
Gould se souvient lorsque son père a ouvert un club de chasse pour pouvoir vendre des boissons alcoolisées sans l'obtention d'un permis d'alcool.

## Note
Le groupe R.E.M. apparaît en guest star et interprète la chanson It's the End of the World as We Know It (And I Feel Fine).